# 鋼之鍊金術師 (動畫)
《鋼之鍊金術師》（日語：鋼の錬金術師），為日本少年電視連續劇，改編自漫畫家荒川弘的同名漫畫，動畫部分由BONES製作，全51集。

## 概要
連載鋼鍊漫畫雜誌《月刊少年GANGAN》在2003年7月號發布製作動畫版的消息，後來有關方面宣佈動畫《鋼之鍊金術師》於10月4日下午6時開始在日本MBS/TBS系播放。播畢後，《劇場版 鋼之鍊金術師 香巴拉的征服者》於2005年7月在日本上映，同原作漫畫在海內外都掀起一陣熱潮。電視動畫和劇場版動畫獲選為2004年第八屆和2005年第九屆日本新媒體動漫藝術節動畫部門推薦的作品。

## 故事簡介
愛德華·艾力克及弟弟艾爾凡斯十分思念亡故的母親，進行人體鍊成失敗而付出代價，愛德失去左腳、艾爾則失去全身；為救弟弟，愛德以右手為代價，拉回艾爾的靈魂固定在鎧甲上。他們為恢復身體，開始踏上尋找賢者之石的旅程……
因愛德裝上鋼製義肢「機械鎧」，所以在取得國家鍊金術師資格時，大總統給予「鋼」的稱號，人稱「鋼之鍊金術師」。

## 製作人員
- 原作：荒川弘
- 导演：水島精二
- 作曲：大島滿
- 企畫：竹田青滋（每日放送）、勝股英夫（ANIPLEX）、田口浩司（SQUARE ENIX）、高橋俊博（每日放送，第4話開始）
- 剧本统筹：會川昇
- 角色設計：伊藤嘉之
- 動畫制片人：杉浦幸次、富岡隆司
- 製片設計：荒牧伸志
- 美術設計：成田偉保
- 合成獸設計：石垣純哉
- 美術監督：橋本和幸
- 色彩設計：
- 攝影監督：福士享
- 音響監督：三間雅文
- 音樂製作：ANIPLEX
- 制片人：丸山博雄（每日放送）、南雅彥（BONES）、大山良（ANIPLEX）
- 製作：每日放送、ANIPLEX、BONES

## 主題曲
片頭曲
- メリッサ（日语：メリッサ (曲)）（Melissa）（第2集至第13集）

歌：Porno Graffitti
- READY STEADY GO（第14集至第25集）

歌：L'Arc~en~Ciel
- UNDO（第26集至第41集）

歌：COOL JOKE
- リライト（Rewrite）（第42集至第51集）

歌：ASIAN KUNG-FU GENERATION
- Link（劇場版）

歌：L'Arc~en~Ciel
片尾曲
- （第1集）

歌：Porno Graffitti
- 消せない罪（日语：消せない罪）（第2集至第13集）

歌：北出菜奈
- 扉の向こうへ（日语：扉の向こうへ）（第14集至第25集）

歌：YeLLOW Generation
- Motherland（第26集至第41集）

歌：Crystal Kay
- I Will（第42集至第51集）

歌：Sowelu
- LOST HEAVEN（劇場版）

歌：L'Arc~en~Ciel
插入曲
- 第五號交響曲第一樂章（第50集）

作曲：路德維希·范·貝多芬
- 離別（第51集）

作曲：弗里德里克·蕭邦
- （Bratja，意為兄弟）（俄語）（第20集）

作曲：大島滿

### 香港播映版本
片頭曲
- 不死傳說（第2集至第13集）

作曲：ak.homma，填詞：張浩，編曲：杜自持，主唱：陳奕迅
（其餘集數沿用日文版本片頭曲）
（第1集作片尾曲使用，其餘集數沿用日文版本片尾曲）

## 角色歌
- HAGAREN SONG FILE - EDWARD ELRIC  (2004年8月18日、SVWC-1036)

愛德華.愛力克(朴璐美)
1. 明日への場所　
2. RETURNABLE MEMORIES
3. 鋼のこころ
  - 愛德華‧愛力克（朴璐美）、阿爾馮斯‧愛力克（釘宮理惠）、溫莉‧洛克貝爾（豐口惠）

4. 明日への場所(Instrumental)

- HAGAREN SONG FILE - ALPHONSE ELRIC  (2005年3月24日、SVWC-7231)

阿爾馮斯‧愛力克（釘宮理惠）
1. あの夢の向こうへ
2. ボクハココニイル
3. Trance to Homunculus
4. あの夢の向こうへ(Instrumental)

- HAGAREN SONG FILE - WINRY ROCKBELL  (2005年6月22日、SVWC-7263)

1. 溫莉‧洛克貝爾（豐口惠）
2. BOY FRIENDS!
3. 恋愛参考書 ～Love reference book～ 
  - 溫莉‧洛克貝爾（豐口惠）、榭絲卡（若林直美）

4. 銀時計
5. BOY FRIENDS!(Instrumental)

- HAGAREN SONG FILE - ROY MUSTANG-(2004年12月15日、SVWC-7221)

羅伊‧馬斯坦古（大川透）
1. 月の裏側
2. 少年よ、信じるなかまよ
3. 雨の日はノー･サンキュー
  - 羅伊‧馬斯坦古（大川透）、莉莎‧霍克愛（根谷美智子）

4. 月の裏側(Instrumental)

- HAGAREN SONG FILE - MAES HUGHES   (2005年7月20日、SVWC-7277)

馬斯‧休斯（藤原啟治）
1. そして今日も世界は
2. ANGEL HEART
3. パパと遊ぼう　
  - 馬斯‧休斯（藤原啟治）、愛莉西亞‧休斯 （吉田真弓）

4. そして今日も世界は(Instrumental)

- HAGAREN SONG FILE - BEST COMPILATION (2005年12月21日、SVWC 7299-7300)

（角色歌精選合輯＋2首新曲）
愛德華‧愛力克（朴璐美）、阿爾馮斯‧愛力克（釘宮理惠）、溫莉‧洛克貝爾（豐口惠）

羅伊‧馬斯坦古（大川透）、莉莎‧霍克愛（根谷美智子）、榭絲卡（若林直美）
DISC1
1. 明日への場所
  - 愛德華.愛力克(朴璐美)

2. RETURNABLE MEMORIES
  - 愛德華.愛力克(朴璐美)

3. 鋼のこころ
  - 愛德華・愛力克(朴璐美)、阿爾馮斯・愛力克(釘宮理惠)、溫莉・洛克貝爾(豐口惠)

4. 月の裏側.
  - 羅伊・馬斯坦古（大川透）

5. 少年よ、信じる仲間よ
  - 羅伊・馬斯坦古（大川透）& 軍部

6. 雨の日はノー・サンキュー
  - 羅伊・馬斯坦古（大川透）& 莉莎・霍克愛(根谷美智子)

7. あの夢の向こうへ
  - 阿爾馮斯・愛力克（釘宮理惠）

8. ボクハココニイル
  - 阿爾馮斯・愛力克（釘宮理惠）

9. トランス トゥ ホムンクルス
  - 人造人們

10. BOY FRIENDS
  - 溫莉・洛克貝爾(豐口惠)

11. 恋愛参考書～Love reference book～
  - 溫莉・洛克貝爾(豐口惠)&榭斯卡(若林直美)

12. 銀時計
13. 溫莉・洛克貝爾(豐口惠)
14. そして今日も世界は
  - 馬斯・修斯(藤原啟治)

15. ANGEL HEART
  - 馬斯・修斯(藤原啟治)

16. パパと遊ぼう
  - 馬斯・修斯(藤原啟治) & 愛莉西亞・修斯(吉田真弓)

DISC2
1. 明日への場所 ～Acoustic version～
  - 愛德華・愛力克（朴璐美）

2. 月の裏側. ～Bossa nova version～
  - 羅伊・馬斯坦古（大川透）

3. あの夢の向こうへ ～Orchestra version～
  - 阿爾馮斯・愛力克（釘宮理惠）

4. BOY FRIENDS ～Honey Love version～
  - 溫莉・洛克貝爾(豐口惠)& 榭斯卡(若林直美)

5. そして今日も世界は
  - 馬斯・修斯（藤原啟治）

6. LAST MEETINGS
  - 愛德（朴璐美）、羅伊（大川透）、阿爾（釘宮理惠）、溫莉（豐口惠）、榭斯卡（若林直美）

7. Good!
  - 愛德(朴璐美)、羅伊(大川透)、阿爾(釘宮理惠)、溫莉(豐口惠)、榭斯卡(若林直美)

## 各話列表
| 話數 | 原文標題 | 中文標題                                   | 中文標題                                                   | 編劇            | 分鏡              | 演出              | 作畫監督                              |
| 話數 | 原文標題 | 臺灣                                       | 香港／TVB                                                  | 編劇            | 分鏡              | 演出              | 作畫監督                              |
| ---- | -------- | ------------------------------------------ | ---------------------------------------------------------- | --------------- | ----------------- | ----------------- | ------------------------------------- |
| 1    |          | 向太陽挑釁之人                             | 向太陽挑釁的人／挑戰太陽的人                               | 會川昇          | 水島精二          | 角田一樹          | 伊藤嘉之 稻留和美                     |
| 2    |          | 禁忌的身體                                 | 禁忌的身體                                                 | 會川昇          | 安田賢司          | 安田賢司          | 菅野宏紀                              |
| 3    |          | 母親…                                      | 母親…／媽媽                                                | 會川昇          | 金子伸吾          | 金子伸吾          | 小栗寬子 伊藤秀樹                     |
| 4    |          | 愛的鍊成                                   | 愛的鍊成                                                   | 井上敏樹        | 安田賢司          | 中村賢太朗        | 芝美奈子                              |
| 5    |          | 疾走！機械鎧！                             | 疾走！機械鎧！                                             | 吉永亞矢        | 木信作            | 上田茂            | 古賀誠 中本尚子 中澤勇一              |
| 6    |          | 國家鍊金術師資格考試                       | 國家鍊金術師資格考試／國家鍊金術師資格試                   | 高橋奈津子      | 角田一樹          | 松浦錠平          | 門智明                                |
| 7    |          | 合成獸哭泣的夜晚                           | 合成獸慟哭之夜／合成獸哭泣的晚上                           | 會川昇          | 安田賢司          | 安田賢司          | 稻留和美                              |
| 8    |          | 賢者之石                                   | 賢者之石                                                   | 會川昇          | 橘正紀            | 秦義人            | 向田隆                                |
| 9    |          | 軍隊走狗的銀懷表                           | 軍隊走狗的銀懷錶／軍犬的銀懷錶                             | 高山克彥        | 横山彰利 水島精二 | 大槻敦史          | 菅野宏紀                              |
| 10   |          | 怪盜賽倫                                   | 俠盜塞蓮／怪盜茜鈴                                         | 井上敏樹        | 京田知己          | 橋本昌和          | 關口可奈味                            |
| 11   |          | 砂礫的大地‧前篇                            | 砂礫之大地‧前篇／沙礫大地‧前篇                             | 高橋奈津子      | 京田知己          | 角田一樹          | 伊藤秀樹                              |
| 12   |          | 砂礫的大地‧後篇                            | 砂礫之大地‧後篇／沙礫大地‧後篇                             | 石川學          | 木信作            | 阿宮正和          | 門智明                                |
| 13   |          | 焰與鋼                                     | 焰對鋼                                                     | 會川昇          | 安藤真裕          | 安藤真裕          | 小栗寬子                              |
| 14   |          | 破壞的右手                                 | 破壞的右手                                                 | 會川昇          | 岩崎太郎          | 岩崎太郎          | 向田隆                                |
| 15   |          | 伊修瓦爾大屠殺                             | 伊修巴爾屠殺                                               | 會川昇          | 安田賢司          | 安田賢司          | 稻留和美                              |
| 16   |          | 失去的東西                                 | 失卻的東西／失去的東西                                     | 會川昇          | 京田知己          | 橋本昌和          | 關口可奈味                            |
| 17   |          | 有家人等待的家                             | 親人等候的家／有家人等待的家                               | 高橋奈津子      | 角田一樹          | 角田一樹          | 菅野宏紀                              |
| 18   |          | 馬可‧筆記                                  | 馬爾哥手記／馬爾哥筆記                                     | 石川学          | 木信作            | 大槻敦史          | 杉浦幸次                              |
| 19   |          | 真實的深處的深處                           | 真相背後的真相                                             | 高山克彥        | 中津環            | 中津環            | 伊藤秀樹                              |
| 20   |          | 守護者之魂                                 | 守護者的靈魂                                               | 高山克彥        | 岩崎太郎          | 岩崎太郎          | 向田隆                                |
| 21   |          | 紅色光輝                                   | 紅色的光輝                                                 | 會川昇          | 安藤真裕          | 安藤真裕          | 小栗寬子                              |
| 22   |          | 被製造的人類                               | 被製造的人類／被製造出來的人                               | 會川昇          | 增井壯一          | 橋本昌和          | 關口可奈味                            |
| 23   |          | 鋼之心                                     | 鋼之心                                                     | 高橋奈津子      | 安田賢司          | 安田賢司          | 高橋久美子 稻留和美                   |
| 24   |          | 回憶的定著                                   | 記憶的黏著／固定記憶                                         | 井上敏樹        | 木信作            | 小高義規          | 古賀誠                                |
| 25   |          | 離別的儀式                                 | 分別的儀式／別離的儀式                                     | 會川昇          | 增井壯一          | 角田一樹 水島精二 | 菅野宏紀 伊藤秀樹                     |
| 26   |          | 她的理由                                   | 她的理由                                                   | 高橋奈津子      | 岩崎太郎          | 岩崎太郎          | 向田隆 河野稔                         |
| 27   |          | 師父                                       | 師傅                                                       | 高山克彥        | 安藤真裕          | 安藤真裕          | 伊藤秀樹                              |
| 28   |          | 一為全、全為一                             | 一即是全部，全部即是一／一是全，全是一                     | 大和屋曉        | 上田茂            | 上田茂            | 前田明壽                              |
| 29   |          | 純潔無垢的孩子                             | 純潔的孩子／無邪的孩子                                     | 會川昇          | 中津環            | 中津環            | 矢崎優子 富岡隆司                     |
| 30   |          | 襲擊南方司令部                             | 襲擊南方司令部                                             | 會川昇          | 增井壯一          | 橋本昌和          | 關口可奈味                            |
| 31   |          | 罪                                         | 罪孽／罪                                                   | 會川昇          | 安田賢司          | 安田賢司          | 稻留和美                              |
| 32   |          | 森林深處的但丁                             | 森林中的但丁／樹林深處的但丁                               | 會川昇 大和屋曉 | 橘正紀            | 岩崎太郎          | 向田隆                                |
| 33   |          | 被囚禁的阿爾                               | 被囚禁的艾爾                                               | 大和屋曉        | 岩崎太郎          | 角田一樹          | 菅野宏紀                              |
| 34   |          | 強慾的理論                                 | 貪慾的理論                                                 | 大和屋曉        | 增井壯一          | 福多潤            | 宮前真一 窪敏                         |
| 35   |          | 愚者的再會                                 | 愚者的再會／愚者之再會                                     | 井上敏樹        | 安藤真裕          | 安藤真裕          | 伊藤秀樹 小栗寬子                     |
| 36   |          | 我內在的罪人                               | 我心中的罪人／心中的罪人                                   | 會川昇          | 安田賢司          | 橋本昌和          | 關口可奈味                            |
| 37   |          | 焰之鍊金術師 少尉的奮戰 第十三號倉庫的妖怪 | 焰之鍊金術師 戰鬥的少尉先生／戰鬥吧，少尉 第十三倉庫的怪物 | 高山克彥        | 金子伸吾          | 金子伸吾          | 矢崎優子                              |
| 38   |          | 河畔                                       | 隨川而流／隨水而流                                         | 大和屋曉        | 岩崎太郎          | 岩崎太郎          | 向田隆 谷口淳一郎                     |
| 39   |          | 東方內戰                                   | 東方內戰                                                   | 會川昇          | 角田一樹          | 角田一樹          | 菅野宏紀 稻留和美                     |
| 40   |          | 傷痕                                       | 傷痕                                                       | 會川昇          | 安田賢司          | 安田賢司          | 高橋久美子 伊藤嘉之 中本尚子 中澤勇一 |
| 41   |          | 聖母                                       | 聖母                                                       | 會川昇          | 中津環            | 中津環            | 小栗寬子 伊藤秀樹                     |
| 42   |          | 不知其名                                   | 不知其名                                                   | 會川昇          | 橋本昌和          | 橋本昌和          | 關口可奈味                            |
| 43   |          | 野狗逃走了                                 | 野狗開始逃竄／野狗開始逃亡                                 | 會川昇          | 安藤真裕          | 安藤真裕          | 齋藤英子 矢崎優子                     |
| 44   |          | 光之霍恩海姆                               | 光之賀恩漢                                                 | 會川昇          | 所智一 水島精二   | 岩崎太郎          | 向田隆 谷口淳一郎                     |
| 45   |          | 讓心靈劣化的東西                           | 使心劣化之物／腐化心靈之物                                 | 會川昇          | 之宏              | 角田一樹          | 菅野宏紀 稻留和美                     |
| 46   |          | 人體鍊成                                   | 人體鍊成                                                   | 會川昇          | 上田茂            | 上田茂            | 中本尚子 中澤勇一 山本佐和子          |
| 47   |          | 封印人造人                                 | 封印霍爾蒙克斯／封印人造人                                 | 會川昇          | 金子伸吾          | 金子伸吾          | 小栗寬子 伊藤秀樹                     |
| 48   |          | 再見                                       | 後會有期／再會                                             | 會川昇          | 安田賢司          | 橋本昌和          | 關口可奈味                            |
| 49   |          | 到門的另一邊                               | 門的另一邊／去到門的另一邊                                 | 會川昇          | 中津環            | 中津環            | 齋藤英子 矢崎優子                     |
| 50   |          | 死                                         | 死                                                         | 會川昇          | 安藤真裕          | 安藤真裕          | 菅野宏紀 富岡隆司                     |
| 51   |          | 慕尼黑1921                                 | 慕尼黑1921                                                 | 會川昇          | 水島精二 安田賢司 | 安田賢司 角田一樹 | 伊藤嘉之                              |

## 播放電視台

### 日本
《鋼之錬金術師》在MBS及TBS於2003年10月4日至2004年10月2日晚間每週六18:00播出，直至2004年10月2日結束。當初播放第51集（最終回）沒有標題，後來追加標題。

### 美國
於2004年11月6日在卡通頻道以英語配音放映。

### 臺灣
2005年3月5日起，於衛視中文台放映，時間為每週六、週日19:00首播一集，週六22:00、週日近11:00重播二集，並以國語配音播出，首播至2005年8月27日播出最後一集完結。在之後的2005年7月3日，中視再次播出，以雙語（主聲道為國語配音，副聲道為日語原聲）播出。八大綜合台自2013年10月27日起，每週日19:00播出二集，並以國語配音播出。

### 香港
2005年2月26日至2006年3月4日，於無綫電視翡翠台，逢星期六晚22:55－23:30/23:10－23:45播出。設有粵語配音/日語原聲配音雙語廣播及中文字幕。
翡翠台於2007年8月13日至11月19日的深夜00:45－02:40時段重播。另外亦於2009年3月31日起逢星期一至五晚上於J2重播。

## OVA
《鋼之鍊金術師特別版OVA》（鋼の錬金術師 PREMIUM COLLECTION）
收錄日本環球影城「鋼之鍊金術師 PREMIERE TOUR」活動相關內容以及三個原創短篇。
＜收錄映像＞
PREMIERE TOUR
七大人造人vs國家鍊金術師軍團
SHORT COLLECTION
真人電影篇
宴會篇
孩子篇

### 翻譯名稱差異
- 鋼之鍊金術師特別版OVA：普威爾國際
- 鋼之鍊金術師 豪華資料集：羚邦國際、亞洲影帶
- 鋼鍊別注：無電視

## 遊戲
由SQUARE ENIX及BANDAI發行的遊戲。
- （PS2、SQUARE ENIX，中文：無法飛翔的天使）
  - 新增主角：艾莫妮／（配音員：水樹奈奈）
- （PS2、SQUARE ENIX，中文：紅色靈藥的惡魔）
  - 新增主角：傑克・古萊利／（配音員：飛田展男）、
- （PS2、SQUARE ENIX，中文：繼承神的少女）
  - 新增主角：蘇菲／（配音員：坂本真綾）
- （GBA、BANDAI，中文：迷走輪舞曲）
- （GBA、BANDAI，中文：回憶的奏鳴曲）
- （PS2、BANDAI，中文：夢想嘉年華）
- （任天堂DS、BANDAI，中文：雙重共鳴）

## 相關書籍
畫冊
| 冊數 | 史克威爾艾尼克斯 | 史克威爾艾尼克斯       | 東立出版社    | 東立出版社         | 玉皇朝   | 玉皇朝                 |
| 冊數 | 發售日期         | ISBN                   | 發售日期      | ISBN               | 發售日期 | ISBN                   |
| ---- | ---------------- | ---------------------- | ------------- | ------------------ | -------- | ---------------------- |
| 1    | 2004年6月30日    | ISBN 978-4-7575-1227-6 | 2005年9月2日  | ISBN 986-11-6803-6 | 2005年   | ISBN 978-962-888-600-5 |
| 2    | 2004年12月22日   | ISBN 978-4-7575-1330-3 | 2006年3月30日 | ISBN 986-11-6804-4 | 2005年   | ISBN 978-962-888-779-8 |
| 3    | 2005年12月22日   | ISBN 978-4-7575-1598-7 | 2007年3月23日 | ISBN 986-11-8289-6 |          |                        |

特別編輯
- TV版動畫鋼之鍊金術師線畫資料集（TV ANIMATION 鋼の錬金術師 線画資料集）

| 冊數 | 史克威爾艾尼克斯 | 史克威爾艾尼克斯   | 東立出版社    | 東立出版社         |
| 冊數 | 發售日期         | ISBN               | 發售日期      | ISBN               |
| ---- | ---------------- | ------------------ | ------------- | ------------------ |
| 全   | 2004年5月31日    | ISBN 4-8711-8485-4 | 2006年4月20日 | ISBN 986-11-7648-9 |

- TV版卡通鋼之鍊金術師 人物特輯（TVアニメーション鋼の鍊金術師 キャラコレ）

| 冊數 | 史克威爾艾尼克斯 | 史克威爾艾尼克斯   | 東立出版社    | 東立出版社         | 玉皇朝         | 玉皇朝                 |
| 冊數 | 發售日期         | ISBN               | 發售日期      | ISBN               | 發售日期       | ISBN                   |
| ---- | ---------------- | ------------------ | ------------- | ------------------ | -------------- | ---------------------- |
| 全   | 2004年10月21日   | ISBN 4-7575-1317-8 | 2006年4月12日 | ISBN 986-11-7649-7 | 2005年10月25日 | ISBN 978-962-888-734-7 |

電玩小說
| 冊數 | 日文副標題 | 中文副標題     | 史克威爾艾尼克斯 | 史克威爾艾尼克斯       | 東立出版社     | 東立出版社         | 著者   |
| 冊數 | 日文副標題 | 中文副標題     | 發售日期         | ISBN                   | 發售日期       | ISBN               | 著者   |
| ---- | ---------- | -------------- | ---------------- | ---------------------- | -------------- | ------------------ | ------ |
| 1    |            | 無法飛翔的天使 | 2004年7月30日    | ISBN 978-4-7575-1247-4 | 2005年10月31日 | ISBN 986-11-7474-5 | 井上真 |
| 2    |            | 紅色靈藥的惡魔 | 2004年12月24日   | ISBN 978-4-7575-1345-7 | 2006年3月28日  | ISBN 986-11-7475-3 | 映島巡 |
| 3    |            | 繼承神的少女   | 2005年11月21日   | ISBN 978-4-7575-1570-3 | 2006年12月22日 | ISBN 986-11-7476-1 | 映島巡 |

## 提名及獎項
| 獎項                     | 歌名     | 結果 |
| ------------------------ | -------- | ---- |
| 2005年新城勁爆兒歌頒獎禮 | 不死傳說 | 提名 |

## 備註
1. ↑  . MUSE臉書. 木棉花國際.   [2020-08-23]. （原始内容存档于2021-04-20）.
2. ↑  7月9日、12月31日 22:30－23:00
1月7日、2月11日、2月18日 22:45－23:45
1月21日 22:30－23:30
2月25日、3月4日 22:35－23:45
10月8日、10月22日、11月5日、12月10日、12月24日、1月28日暫停播映
3. ↑  10月22日 01:45－02:40
11月19日 00:45－03:00
10月1日、10月15日暫停播映

## 外部連結
- 鋼之鍊金術師官方網站，03版 （页面存档备份，存于） （日語）
- 鋼鍊web研究所 （页面存档备份，存于）（SQUARE ENIX） （日語）
- 鋼之鍊金術師 動畫版網站 （日語）
- 東方司令部 諜報課 （页面存档备份，存于） （日語）
- 鋼之鍊金術師（FUNimation） （页面存档备份，存于） （英文）
- 鋼之鍊金術師（羚邦） （繁體中文）
- 鋼之鍊金術師（群英社） （页面存档备份，存于） （繁體中文）
- 鋼之鍊金術師特別版OVA（普威爾） （页面存档备份，存于） （繁體中文）